# A négyünk titka
A négyünk titka (eredeti cím: La rebelión) 2022-es mexikói  thriller, streaming televíziós sorozat. A sorozat főszereplői Aracely Arámbula, Daniela Vega, Ana Serradilla és Adriana Paz.
Mexikóban 2022. november 17-én a ViX+, Magyarországon 2023. október 7-én a Story4 mutatta be.

## Cselekmény
Négy nő úgy dönt, hogy váratlanul elhagyja otthonát anélkül, hogy bárkinek elárulná hollétét, és fellázad a házassága és a háziasszonyi élete ellen, amely nem úgy alakult, ahogy gondolta. Az utazás mellett azonban egy gyilkosság is összehozza az életüket.

## Főszereplők
| Színész(nő)                                 | Szerepnév | Magyar hang       |
| ------------------------------------------- | --------- | ----------------- |
| Aracely Arámbula Macarena García (fiatalon) | Mónica    | Udvarias Anna     |
| Daneila Vega Macarena Oz (fiatalon)         | Jana      | Náray Erika       |
| Ana Serradilla                              | Alejandra | Bertalan Ágnes    |
| Adriana Paz                                 | Ivonne    | Farkasinszky Edit |
| Alejandro de la Madrid                      | Mauricio  | Barát Attila      |

## Évados áttekintés
| Évad | Évad | Epizódok száma | Eredeti sugárzás   | Eredeti sugárzás   | Eredeti sugárzás | Magyar sugárzás  | Magyar sugárzás    | Magyar sugárzás |
| Évad | Évad | Epizódok száma | Évadpremier        | Évadfinálé         | Eredeti adó      | Évadpremier      | Évadfinálé         | Magyar adó      |
| ---- | ---- | -------------- | ------------------ | ------------------ | ---------------- | ---------------- | ------------------ | --------------- |
|      | 1.   | 6              | 2022. november 17. | 2022. december 15. | ViX+             | 2023. október 7. | 2023. november 11. |                 |

## A sorozat készítése
2021 augusztusában a sorozatot La rebelión de las esposas címen jelentették be, amely a Pantaya és az Elefantec Global által gyártandó címek egyike volt. 2022. január 7-én kezdődött meg a sorozat forgatása Mexikóvárosban, a cím pedig egyszerűen La rebeliónra változott. 2022. január 14-én Aracely Arámbula, Daniela Vega, Ana Serradilla és Adriana Paz kapták meg a főszerepeket. 2022. október 29-én bejelentették, hogy a sorozat premierje a Vix-on lesz, miután a TelevisaUnivision egy hónappal korábban felvásárolta a Pantayát. 2022. november 10-én a Vix közzétette a sorozat hivatalos trailerét.